# Ursy
Ursy är en ort och kommun i distriktet Glâne i kantonen Fribourg, Schweiz. Kommunen hade 3 493 invånare (2023). Den 1 januari 2001 inkorporerades kommunerna Bionnens, Mossel och Vauderens in i Ursy och den 1 januari 2012 inkorporerades kommunen Vuarmarens med orterna Esmonts och Morlens.